# لطفاً عزیزم
«لطفاً عزیزم» (انگلیسی: Pretty Please) ترانه‌ای از خوانندهٔ انگلیسی آلبانیایی دوآ لیپا برای دومین آلبوم استودیویی او با نام نوستالژی آینده (۲۰۲۰) است. این ترانه در ۲۷ مارس ۲۰۲۰ منتشر شد. لیپا این ترانه را به همراه جولیا مایکلز، کارولین آیلین و تهیه‌کنندهٔ اصلی آن ایان کرک‌پاتریک نوشته است. «لطفاً عزیزم» در جریان جلسات ضبط استودیویی شکل گرفت و ابتدا از یکبیس‌لاین و عنوان آن آغاز شد. این قطعه اثری در سبک‌های دیسکو پاپ، الکترو آراندبی و فانک است که با تهیه‌کنندگی خلوت و مینیمال و بیس فانکی برجسته می‌شود. اگرچه ترانه فضایی آرام و خونسرد دارد، معنای آن برخلاف این حال و هواست؛ در متن ترانه، لیپا از معشوقش برای کاهش استرس کمک می‌طلبد، در حالی‌که پیش‌تر وعده داده بود در این رابطه آرام و بی‌دغدغه خواهد بود، اما به مرور درمی‌یابد که این رفتار با شخصیت واقعی‌اش هم‌خوان نیست. چندین منتقد موسیقی از تولید خلاقانه و اشعار صادقانهٔ این قطعه تمجید کرده‌اند.

## جدول‌های موسیقی
| جدول (۲۰۲۰)                     | بالاترین جایگاه |
| ------------------------------- | --------------- |
| لیتوانی (آگاتا)                 | ۴۸              |
| پرتغال (ای‌اف‌پی)                 | ۱۰۱             |
| ۷۹                              |                 |
| پخش جاری صوتی بریتانیا (اوسی‌سی) | ۷۰              |

## گواهی‌نامه‌ها
| منطقه                                   | گواهی       | واحد گواهی‌شده/فروش |
| --------------------------------------- | ----------- | ------------------ |
| برزیل (پرو موزیکا برزیل)                | ۲× Platinum | ۸۰٬۰۰۰             |
| کانادا (میوزیک کانادا)                  | Gold        | ۴۰٬۰۰۰             |
| نیوزیلند (آرآی‌ای‌ان‌زد)                   | Gold        | ۱۵٬۰۰۰             |
| لهستان (زدپی‌ای‌وی)                       | Gold        | ۲۵٬۰۰۰             |
| اسپانیا (سازنده‌های موسیقی)              | Gold        | ۳۰٬۰۰۰             |
| بریتانیا (بی‌پی‌آی)                       | Silver      | ۲۰۰٬۰۰۰            |
| رقم فروش+پخش جاری تنها بر پایهٔ گواهی‌ها. |             |                    |